# Sofie Laguna
Sofie Laguna (Sydney, 1968) è una scrittrice australiana.

## Biografia
Nata nel 1968 a Sydney, vive e lavora a Melbourne con il marito e i due figli.
Si è laureata nel 1992 al Victorian College of the Arts e in seguito ha studiato scrittura e montaggio alla Royal Melbourne Institute of Technology.
Dopo aver abbandonato gli studi di legge all'Università del Nuovo Galles del Sud ha lavorato nel campo della recitazione, prima di dedicarsi alla scrittura intorno ai 30 anni.
Particolarmente attiva nel campo della letteratura per ragazzi, nel 2015 è stata insignita del Miles Franklin Award per The Eye of the Sheep.

## Opere

### Romanzi
- Un segreto non fa rumore (One Foot Wrong, 2008), Milano, Garzanti, 2010 traduzione di Stefano Beretta ISBN 978-88-11-66619-6.
- The Eye of the Sheep (2014)
- The choke: dove il fiume si stringe (The Choke, 2017), Roma, Pessime idee, 2021 traduzione di Mariarosaria Musco ISBN 9791280016171.
- Infinite Splendours (2020)

### Libri per ragazzi
- Bill's Best Day (2002)
- Bad Buster (2003)
- Surviving Aunt Marsha (2003)
- Big Ned's Bushwalk (2005)
- Bird and Sugar Boy (2006)
- Meet Grace (2011)
- A Friend for Grace (2011)
- Grace and Glory (2011)
- A Home for Grace (2011)
- The Grace Stories (2013)
- 1836 : Do You Dare? : Fighting Bones (2014)

### Album illustrati
- My Yellow Blanky (2002)
- Too Loud Lily (2002)
- On Our Way to the Beach (2004)
- Stephen's Music (2007)
- Boris Monster, Scared of Nothing (2007)
- Where Are You, Banana? (2013)

## Premi e riconoscimenti
- Miles Franklin Award: 2015 vincitrice con The Eye of the Sheep